# V. Frigyes dán király
V. Frigyes (Copenhagen Castle, 1723. március 31. – Christiansborg Palota, 1766. január 14.), Dánia és Norvégia királya 1746-tól haláláig, Schleswig és Holstein hercege.

## Családja

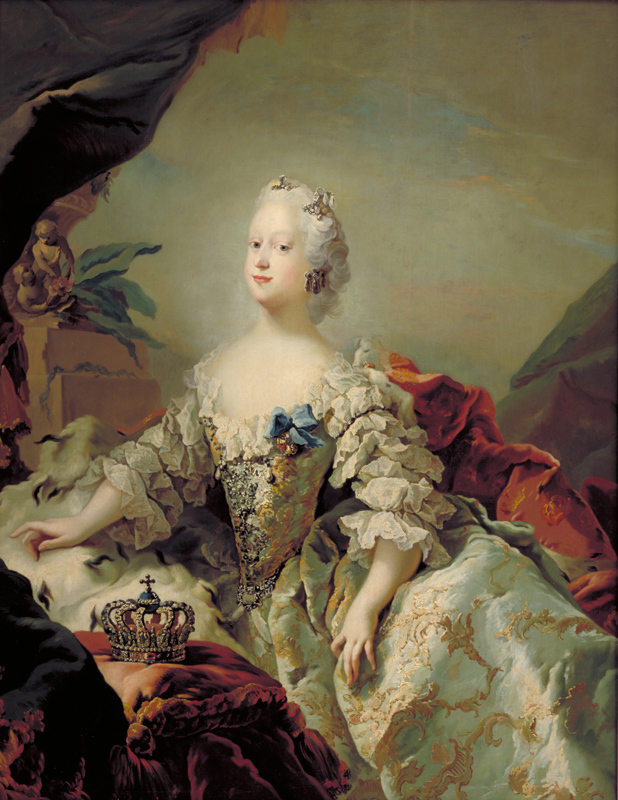
Hannoveri Lujza, Frigyes első felesége

Frigyes 1723. március 31-én született Koppenhágában. Ő volt VI. Keresztély dán és norvég király és felesége, Brandenburg-Kulmbachi Zsófia Magdolna egyetlen fia. Keresztély és felesége mélyen vallásosak, pietisták voltak és gyermekeiket is ilyen szellemben nevelték. Frigyes esetében a nevelés nem volt túlságosan hatékony; iszákos, nőcsábász hedonista lett belőle. Hiányosságai ellenére népszerű volt az országban, talán azért is mert apjával ellentétben jól beszélt dánul.
1743-ban feleségül vette Lujza hercegnőt, II. György brit király legkisebb lányát. Öt gyermekük született, ám mikor Lujza a hatodikkal volt viselős, megbetegedett és meghalt. Frigyes másodszor 1752-ben nősült, Nagy Frigyes porosz király sógornőjét, Braunschweig-Wolfenbütteli Júlia Máriát vette el, akitől egy gyermeke született. Frigyesnek ezenkívül öt gyermeke volt kedvenc szeretőjétől, Else Hansentől.

## Uralkodása
VI. Keresztély 1746-os halála után Frigyes lépett a trónra. Alkoholizmusa miatt kevés befolyása volt a kormányzatra, az ország ügyeit tehetséges miniszterei, A. G. Moltke, J. H. E. Bernstorff és H. C. Schimmelmann intézték. Fejlődött a gazdaság és a kereskedelem, új puskapor- és ágyúgyártó üzem nyílt Frederiksværkben. A külügyekben az ország semleges maradt, még az ekkor dúló hétéves háborúba sem avatkozott be.
1753-ban megnyitották a Királyi Frederiks Kórházat és a Királyi Árvaházat (Det kgl. Opfostringshus). Ugyanebben az évben indították útjára az első dániai lottót, a Királyi Koppenhága Lottót, amely Klasselotteriet néven a mai napig működik.
Frigyes uralkodása idejében virágzottak a művészetek és a tudományok, a puritán apja idejében betiltott színházak újra kinyithattak és megalakult a Királyi Dán Szépművészeti Akadémia, amely 1754-ben a király 31-ik születésnapján nyitott meg. 1754-ben felvásárolták és kormányzati felügyelet alá helyezték a Dán Nyugat-Indiai Társaságot.

## Szabadkőművesség
Karl Ludvig Tørrisen Bugge norvég történész szerint V. Frigyes még trónörökös korában belépett a koppenhágai Szent Márton szabadkőműves páholyba. Akárcsak a szintén szabadkőműves Nagy Frigyest, őt is tiltotta apja a szervezettől, ám V. Frigyes később sem vállalta fel nyíltan a tagságát. 1749-ben ő alapította az első norvégiai páholyt.

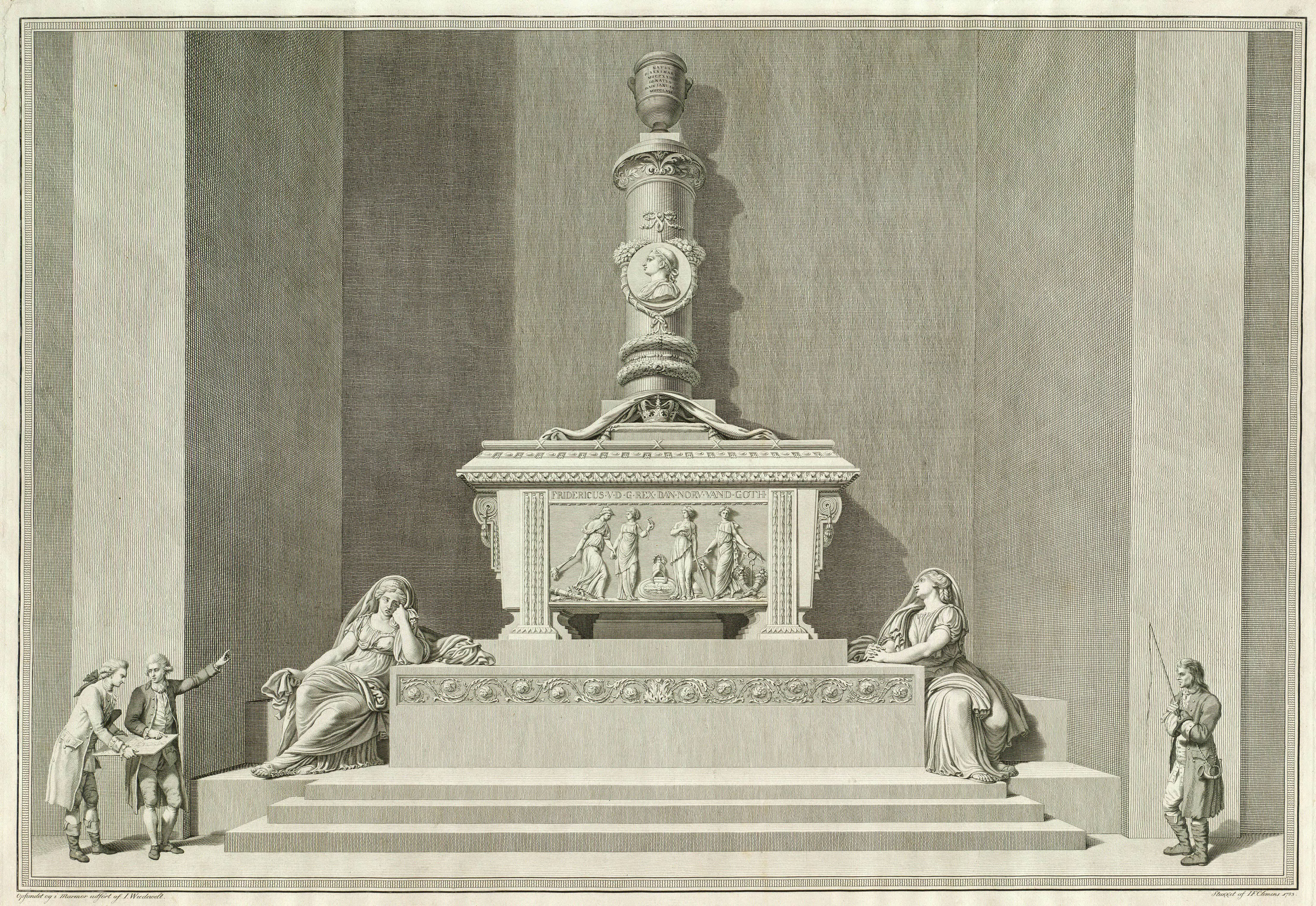
V. Frigyes síremléke a roskildei székesegyházban.

## Halála
V. Frigyes 1766-ban halt meg, alig 42 évesen. Állítólag ezek voltak utolsó szavai: "Nagy vigaszom utolsó órámon, hogy szándékosan soha nem ártottam senkinek és kezeimet egy csöpp vér sem szennyezi."
Frigyesről nevezték el Frederiksværk városát Dániában, Koppenhága Frederiksstaden negyedét, Frederiksted városát a Virgin szigeteken és a bengáliai Serampore-t is Frederiksnagore-nak hívták 1755 és 1845 között amíg dán gyarmat volt. Grönlandon Paamiut városa volt korábban V. Frigyes után Frederikshaab-nak elnevezve.

## Gyermekei
Első feleségétől, Hannoveri Lujzától:
- Keresztély (1745. július 7. – 1747. június 3.)
- Zsófia Magdolna (1746. július 3 – 1813. augusztus 21), feleségül ment III. Gusztáv svéd királyhoz
- Vilma Karolina (1747. július 10. – 1820. január 19.), 1764-ben feleségül ment I. Vilmos hesseni választófejedelemhez
- Keresztély (1749. január 29. – 1808. március 13. ), Dánia és Norvégia királya
- Lujza (1750. január 30. – 1831. január 12), feleségül ment Károly hessen–kasseli herceghez

Második feleségétől, Brunswick-Wolfenbütteli Júlia Máriától:
- Frigyes (1753. október 11. – 1805. december 7.)

Szeretőjétől, Else Hansentől:
- Frederikke Margarethe de Hansen (1747–1802), Destinon grófnője
- Frederikke Catherine de Hansen (1748–1822), Lützau grófnője
- Anna Marie de Hansen (1749–1812)
- Sophie Charlotte de Hansen (1750–1779), d'Origny grófnője
- Ulrik Frederik de Hansen (1751–1752)

## Fordítás
- Ez a szócikk részben vagy egészben  a   Frederick V of Denmark című angol Wikipédia-szócikk ezen változatának fordításán alapul.  Az eredeti cikk szerkesztőit annak laptörténete sorolja fel. Ez a jelzés csupán a megfogalmazás eredetét és a szerzői jogokat jelzi, nem szolgál a cikkben szereplő információk forrásmegjelöléseként.